# Kiss Álmos Péter
Kiss Álmos Péter (Budapest, 1953. március 5. - ) magyar biztonságpolitikai szakíró. PhD (2012). A Honvéd Tudományos Kutatóhely vezető kutatója. 

## Életpályája
Édesapaja Kiss István építész (1924-2011) volt. Kettős (magyar és amerikai) állampolgár.  
20 éven át az Amerikai Egyesült Államok hadseregében (US Army)  szolgált  mint ejtőernyős lövész, felderítő, lélektani hadviselési specialista, 1999-ben szerelt le. 
A Magyar Honvédség Kiképzési és Doktrinális Központ Doktrinális Koncepciófejlesztési Osztályán dolgozott. 2012-ben szerzett PhD végzettséget.
2024-ben a Honvéd Tudományos Kutatóhely vezető kutatója.

## Kutatási területe
- A milíciák szerepe országon belüli konfliktusokban
- Aszimmetrikus hadviselés
- Falka-harcászat és falka-intelligencia a hadviselésben
- Hibrid hadviselés

## Művei
Számos tanulmányt, könyvet és könyvfejezetet írt angol és magyar nyelven.
- Kiss Álmos Péter: "A terrorizmusról – másképpen," Új Honvédségi Szemle, Budapest, 2007. szeptember, pp. 101-117
- Kiss Álmos Péter: "Generációk a hadviselésben – a negyedik generáció," Hadtudományi Szemle, Budapest, 2009. február.
- Kiss Álmos Péter: "Harc a terrorizmus ellen: A működő antiterrorista modell," Új Honvédségi Szemle, Budapest, 2006. december, pp. 14-26
- Kiss Álmos Péter: "Átvihetők-e az aszimmetrikus hadviselés tapasztalatai? (2009)
- Somkuti Bálinttal és Resperger Istvánnal közösen írt munkája:  Aszimmetrikus hadviselés - Kis háborúk nagy hatással (társszerzőként), Zrínyi Kiadó, Budapest, 2014.  ISBN 978 963 3275924 [3]
- Kiss Álmos Péter: Átvihetők-e az aszimmetrikus hadviselés tapasztalatai?. Magyar Hadtudományi Társaság. [2015. február 25-i dátummal az eredetiből archiválva]. (Hozzáférés: 2015. február 25.)
- Háború a nép között - Esettanulmányok a negyedik generációs hadviselés történetéből. Zrínyi Kiadó, Budapest, 2016.ISBN 978 963 327 671 6 [4]
- Kiss Álmos Péter: Az orosz–ukrán háború céljait támogató orosz stratégiai kommunikáció

## Tagságai
- MTA  Hadtudományi Bizottság
- Magyar Hadtudományi Társaság